# Lilioideae
Lilioideae, biljna potporodica iz porodice ljiljanovki (Liliaceae) opisana 186 godine. Raširena je po Sjevernoj Americi, Europi i Aziji. Najvažniji rodovi su tulipani i ljiljani.

## Rodovi
Tribus Tulipeae Duby:
- Gagea Salisb. (baloče) (227),
- Amana Honda (3),
- Tulipa L. (tulipani) (137)
- Erythronium L.; pasji zub (33),

Tribus Lilieae Lam. & DC.
- Cardiocrinum (Endl.) Lindl. (kardiokrinum) (3),
- Fritillaria L. (kockavica) (155),
- Lilium L. (ljiljani) (122),
- Notholirion Wall. ex Voigt & Boiss. (notolirijon) (4),